# Mike Weir

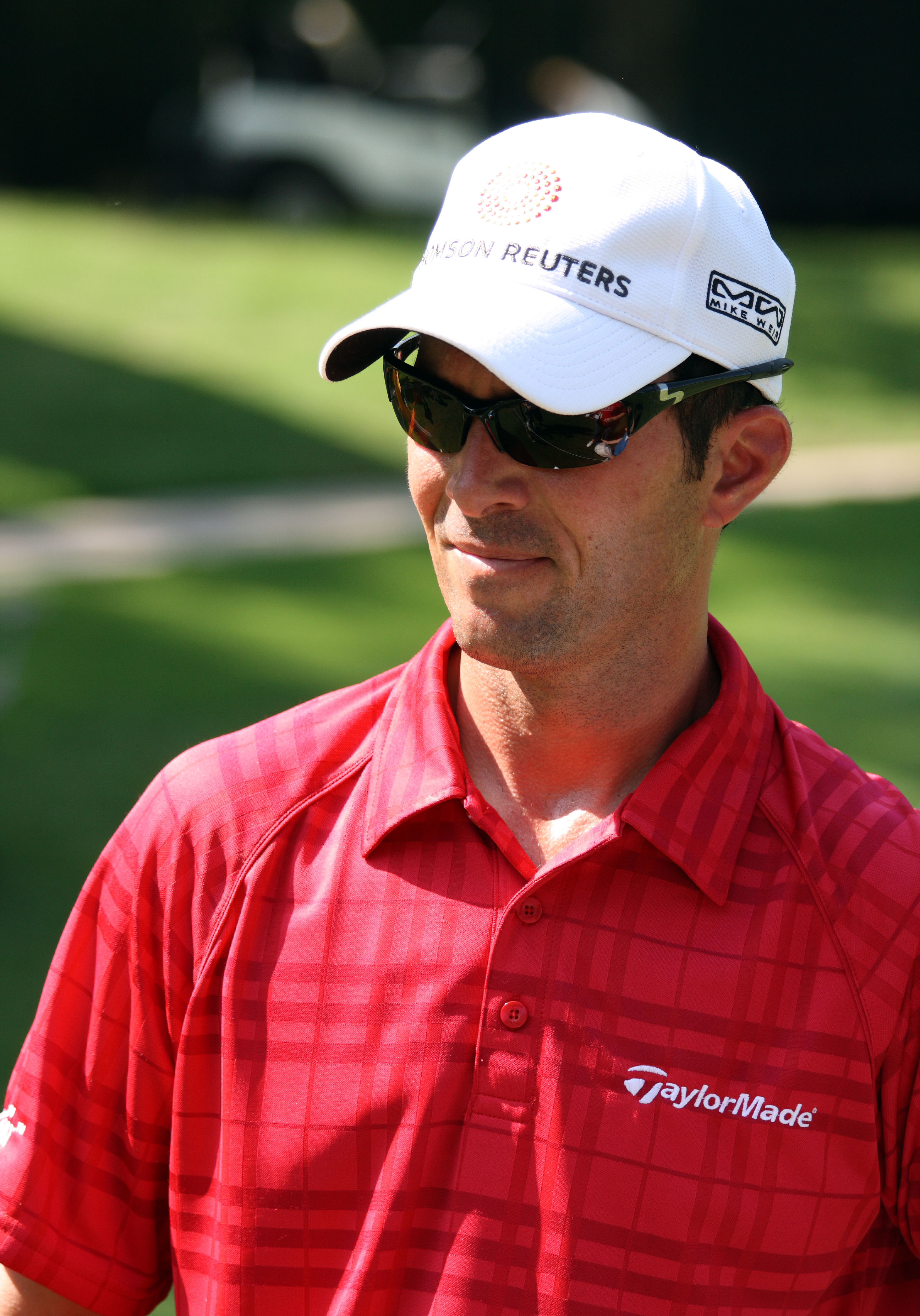
Mike Weir in 2010

Michael Richard Weir of Mike Weir (Sarnia (Ontario), 12 mei 1970) is een professionele golfspeler uit Canada. Hij is de eerste Canadese golfprofessional die een major championship won: het Masterstoernooi van 2003.
Weir studeerde aan de Brigham Young-universiteit in Provo (Utah) en werd na zijn studies prof in 1992. Hij speelde aanvankelijk op de Canadese tour en vanaf 1998 op de Amerikaanse PGA Tour.
Zijn eerste overwinning op de PGA Tour was in zijn vaderland: het Air Canada Championship in Surrey (Brits-Columbia) in 1999.
In 2000 won hij het laatste toernooi van de tour, het World Golf Championship in Spanje. Hij eindigde het jaar als 6e op de Order of Merit en als 21e op de wereldranglijst. Hij was dat jaar voor het eerst lid van het internationale team voor de Presidents Cup.
In 2001 won hij het PGA Tour Championship. Hij werd ook tweemaal tweede in andere toernooien en bereikte zo de top-tien van de wereldranglijst.
In 2002 won hij niet, maar in 2003 scoorde hij drie zeges: de Bob Hope Chrysler Classic en het Nissan Open in februari, en in april zijn eerste major, de Masters in Augusta (Georgia). Hij versloeg daarin Len Mattiace op de eerste hole van een sudden death playoff. Dat jaar werd hij ook derde in het US Open.
In 2004 won hij opnieuw het Nissan Open. Daarna moest hij drieënhalf jaar wachten op een volgende overwinning: het Fry's Electronics Open in Arizona in oktober 2007.
De Canadese pers verkoos hem driemaal tot Canadees atleet van het jaar (2000, 2001, 2003). In 2007 kreeg hij de hoogste burgerlijke onderscheiding in Canada, de Orde van Canada.
Net zoals Phil Mickelson speelt Mike Weir linkshandig alhoewel hij een rechtshandige is. Hij werd in 2010 aan zijn elleboog geopereerd en verloor hierdoor bijna twee jaar.
Mike Weir is getrouwd met Bricia en heeft twee dochters, Elle Marisa en Lili. Ze wonen in Sandy (Utah).

## Gewonnen

### Amerikaanse Tour
| Nr | Jaar | Toernooi                          | Score              | Score |
| -- | ---- | --------------------------------- | ------------------ | ----- |
| 1  | 1999 | Air Canada Championship           | 68–70–64–64=266    | -18   |
| 2  | 2000 | WGC-American Express Championship | 68–75–65–69=277    | -11   |
| 3  | 2001 | The Tour Championship             | 68–66–68–68=270    | -14   |
| 4  | 2003 | Bob Hope Chrysler Classic         | 67–64–65–67–67=330 | -30   |
| 5  | 2003 | Nissan Open                       | 72–68–69–66=275    | -13   |
| 6  | 2003 | The Masters Tournament            | 70–68–75–68=281    | -7    |
| 7  | 2004 | Nissan Open                       | 66–64–66–71=267    | -17   |
| 8  | 2007 | Fry's Electronics Open            | 69–64–65–68=266    | -14   |

### Europese Tour
- 2000: WGC-American Express Championship
- 2003: The Masters Tournament

### Canadese Tour
- 1993: Infinity Tournament Players Championship
- 1997: BC TEL Pacific Open, Canadian Masters
- 2003: The Masters Tournament

### Elders
- 1998: PGA Tour Qualifying Tournament
- 1999: Telus Skins Game
- 2003: Champions Challenge (met Dean Wilson)
- 2004: Champions Challenge (met Dean Wilson)
- 2010 Telus World Skins Game

## Teams
- Presidents Cup: 2000, 2003, 2005 en 2007
- World Cup: 2000, 2001, 2002 en 2007